# Nobelov sklad
Nobelov sklad (švedsko Nobelstiftelsen) je zasebna ustanova s sedežem v Stockholmu na Švedskem, katere glavni dejavnosti sta podeljevanje Nobelovih nagrad in upravljanje s finančnimi sredstvi, ki jih je švedski izumitelj Alfred Nobel v svoji oporoki namenil za vsakoletno nagrajevanje »tistih, ki so tekom predhodnega leta napravili največjo korist človeštvu«. Vsota je znašala 31,5 milijona švedskih kron, kar bi danes pomenilo približno 1,5 milijarde kron oz. 167 milijonov evrov (upoštevajoč inflacijo). To vsoto, ki predstavlja glavnico, vlaga po svoji presoji in iz obresti od naložb financira denarni del nagrade ter administracijo. Sklad nima nobene vloge pri sami izbiri nagrajencev; to vlogo opravljajo druge organizacije, ki jih je v isti oporoki določil Nobel in so od sklada popolnoma neodvisne - Kraljeva švedska akademija znanosti izbira nagrajence za fiziko in kemijo, Karolinski inštitut za fiziologijo ali medicino, Švedska akademija za književnost in petčlanska komisija, ki jo imenuje norveški parlament, za mir.
Sklad sta 29. junija 1900 ustanovila izvršitelja oporoke Ragnar Sohlman in Rudolf Lilljeqvist; 1. januarja 1901 je tudi uradno prevzel vlogo upravitelja premoženja in tega leta so bile podeljene tudi prve Nobelove nagrade. V letih od Nobelove smrti (1896) do dejanske ustanovitve so morali vpleteni reševati številne konflikte, saj je bila oporoka napisana precej nejasno in Nobel pred smrtjo sploh ni omenil ustanovam, ki podeljujejo nagrade, niti izvršiteljema oporoke, da jih je določil za to vlogo. Poleg tega so veljavnosti oporoke oporekali Nobelovi dediči in sprva tudi sam kralj Oskar II., češ da ni dovolj patriotska. Po mediaciji so oporoko najprej sprejele vse omenjene ustanove in 29. junija 1900 je statut potrdil še kralj.
Od takrat sklad poleg upravljanja s finančnimi sredstvi opravlja različne podporne funkcije, kot so organizacija podelitev, pošiljanje vprašalnikov za nominacije, promocija dogodka itd. Od leta 1965 organizira tudi t. i. Nobelove simpozije, srečanja na temo prelomnih odkritij v znanosti ali drugih kulturno oz. družbeno pomembnih dogajanj v svetu.

## Vodstvo
Sklad vodi šestčlanski izvršni odbor, katerega člane imenujejo ustanove, ki podeljujejo Nobelove nagrade. V začetku je bil odbor petčlanski, od tega je enega člana imenoval švedski kralj, trenutna ureditev velja od leta 1995. Člani med seboj izberejo predsednika. Do leta 1960 je bila navada, da prihaja predsednik iz vrst državnikov. To vlogo so opravljali nekdanji ministrski predsedniki, zunanji ministri Švedske ipd. Od takrat so predsedniki člani ustanov, ki podeljujejo Nobelove nagrade, torej po navadi akademiki.
Drugo vodilno vlogo ima izvršni direktor, prav tako izbran izmed članov odbora, ki je po navadi pravnik z izkušnjami v mednarodnih odnosih in upravljanju. Tradicionalno ima pomembno vlogo tudi namestnik predsednika odbora, ki naj bi bil strokovnjak za finance.

### Seznam predsednikov izvršnega odbora
- Gustaf Boström, 1900 – 1907
- Fredrik Wachtmeister, 1907 – 1918
- Henrik Schück, 1918 – 1929
- Hjalmar Hammarskjöld, 1929 – 1947
- Birger Ekeberg, 1947 – 1960
- Arne Tiselius, 1960 – 1964
- Bertil Lindblad, 1965
- Ulf von Euler, 1965 – 1975
- Sune Bergström, 1975 – 1987
- Lars Gyllensten, 1987 – 1993
- Bengt Samuelsson, 1993 – 2005
- Marcus Storch, 2005 – danes

### Seznam izvršnih direktorjev
- Henrik Santesson, 1900 – 1912
- Henrik Sederholm, 1913 – 1929
- Ragnar Sohlman, 1929 – 1946
- Sven Hammarskiöld, 1946 – 1948
- Nils K. Ståhle, 1948 – 1972
- Stig Ramel, 1972 – 1992
- Michael Sohlman, 1992 – 2011
- Lars Heikensten, 2011 – danes